# والتر برچ (بازیکن فوتبال)
والتر برچ (انگلیسی: Walter Birch; ۵ اکتبر ۱۹۱۷ – ۱۹۹۱) بازیکن فوتبال بود.